# Francisco Castillo Nájera
Francisco Castillo Nájera (Victoria de Durango, 25 novembre 1886 – Città del Messico, 20 dicembre 1954) è stato un diplomatico, politico e medico messicano, Segretario degli Affari Esteri dal 1945 al 1946.

## Biografia
Medico per l'Università nazionale autonoma del Messico (all'epoca chiamata Università Nazionale del Messico), dal 1918 al 1919 diresse l'Ospedale Juárez di Durango e nell'anno seguente fu nominato direttore della Scuola Medica dell'esercito messicano durante la rivoluzione messicana. Per tre periodi consecutivi fu rappresentante del Messico nella vecchia Società delle Nazioni e occupò il posto di presidente dell'Assemblea Generale dal 1934 al 1935. Firmò il Patto Roerich in Messico il 15 aprile 1935. Fu ministro plenipotenziario del Messico in Cina, Belgio, Paesi Bassi, Svezia e Francia e ambasciatore negli Stati Uniti dal 1935 al 1945, periodo nel quale fu effettuata l'espropriazione petrolifera messicana. Dal 1º ottobre 1945 al 30 novembre 1946 fu Segretario degli Affari Esteri e in questo periodo il Messico entrò nell'Organizzazione delle Nazioni Unite, oltre alla rottura delle relazioni diplomatiche tra la nazione americana e la Spagna a causa dell'ascesa di Francisco Franco.
Fu membro dell'Accademia Messicana di Medicina dal 1920 e presidente della stessa nel 1927. Fu nominato membro corrispondente dell'Accademia Messicana della Lingua il 27 settembre 1946 e in seguito fu designato membro di numero, prendendo possesso del seggio XXII il 12 giugno 1953 con il discorso "Lo spagnolo che si parla in Messico". Morì il 20 dicembre 1954 a Città del Messico come presidente della Commissione Nazionale Bancaria e di Valori.